# BBK股价操纵案
BBK股价操纵案（英語：BBK stock price manipulation incident）是韩国的一起股价炒作事件。尚未担任韩国总统的李明博与一位美籍韩国人金景俊于1999年合作设立了一家投资顾问公司——BBK。但之后金景俊于2001年12月挟带投资人共384亿韩元的巨额潜逃到美国，导致投资人血本无归。整起风波涉及内线交易、洗钱和诈欺，出逃到美国的金景俊在2003年被美国警方逮捕，并引渡回韩国受审，遭判8年徒刑。李明博多年来一直被怀疑参与其中，尤其在2007年韩国总统选举期间该事件不断被其政敌挑起。
2018年2月2日，韩国检察部门官员说，针对李明博卷入的BBK案，检方决定重启调查。

## 争议
BBK公司的最大投资者，即是位于东南部乡镇的汽车零件供应商DAS，为BBK注入190亿韩元的资金。DAS创办人正是李明博的哥哥李相得；加上DAS本身能调度的资金只有157亿韩元，资产也不过5,000万韩元，却能挹注远超公司身家的庞大金额到BBK身上，令人起疑。
在2007年12月16日曝光的一段李明博于2000年10月17日在光云大学《首席执行官课程》上演讲的录像剪辑中，他亲口承认自己成立BBK投资咨询公司，李明博在演讲中说：“我在2000年1月创建了BBK投资咨询公司，公司成立9个月来回报率已达28.8%。”在韩国总统选举中民意调查一路领先的李明博当晚表态，愿意接受独立调查组的新调查。12月17日下午，韩国国会投票通过动议，决定对李明博是否涉及BBK股价操纵案展开独立调查。